# Anotylus clavatus
Anotylus clavatus är en skalbaggsart som först beskrevs av Embrik Strand 1946.  Anotylus clavatus ingår i släktet Anotylus, och familjen kortvingar. Arten är reproducerande i Sverige.